# Museo Ameen Rihani

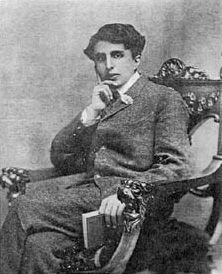
Retrato de Ameen Rihani

El Museo Ameen Rihani es un museo biográfico en Freike, Líbano. Está dedicado al escritor libanés-estadounidense Ameen Rihani y fue establecido por su hermano Albert Rihani en su honor en 1953. El museo se restauró en 1986 y ahora ocupa la planta baja de la casa.